# Šebrelje
Šebrelje – wieś w Słowenii, w gminie Cerkno. W 2018 roku liczyła 285 mieszkańców.